# Thieves Holm
Thieves Holm è una piccola isola disabitata nell'arcipelago delle Orcadi, in Scozia.

## Geografia e geologia
Thieves Holm si trova a nord di Mainland, verso la baia di Kirkwall, tra Mainland e l'isola di Shapinsay. Si trova ad ovest dello stretto tra Mainland e Shapinsay, conosciuto come "The String". Si trova a sud-ovest dell'isola tidale di Helliar Holm.
Si pensa che il nome derivi dalla pratica di esiliare qui i ladri e le streghe; l'isola è disabitata e ospita una grande varietà di fauna, tra cui il cormorano comune, il gabbiano tridattilo e diverse specie di foche.